# Cuno (Vorname)
Cuno ist ein männlicher Vorname.

## Herkunft und Bedeutung
Kuno ist eine Kurzform von Konrad und anderen Namen wie Kunibert, die mit „Kuni-“ gebildet werden.
Der Name wurde durch die Ritterromane um 1800 neu belebt und in der folgenden Zeit als Vorname in Adelskreisen sehr beliebt.

## Namensträger
- Cuno Amiet (1868–1961), Schweizer Maler und Bildhauer
- Cuno von Fenis († 1103/1108), Bischof von Lausanne im 11. Jahrhundert
- Cuno Fischer (1914–1973), deutscher Maler
- Cuno Hoffmeister (1892–1968), deutscher Astronom und Geophysiker
- Cuno Pümpin (* 1939), Schweizer Ökonom
- Cuno von Pyrmont und von Ehrenberg (* vor 1380; † 1447), Lehens- und Dienstmann des Bischofs von Trier, des Pfalzgrafen bei Rhein und der Grafen von Sponheim und von Vianden
- Cuno Raabe (1888–1971), deutscher Politiker
- Cuno Tarfusser (* 1954), italienischer Jurist
- Cuno von Uechtritz-Steinkirch (1856–1908), deutscher Bildhauer